# Nedeczky Lajos
Nedeczei Nedeczky Lajos Károly (Lesencetomaj, Zala vármegye, 1800. július 8. – Balatonederics, Zala vármegye, 1841. június 8.), Zala vármegyei földbirtokos, főszolgabíró, Zala vármegye helyettes alispánja.

## Élete
A régi nemesi származású nedeczei Nedeczky család sarja. Édesapja nedeczei Nedeczky Ferenc (1769–1835) zalai árvaszéki elnök, édesanyja lomniczai Skerlecz Mária Klára (1777–1828) volt. Az apai nagyszülei nedeczei Nedeczky Tamás (1737-1773), földbirtokos és adamóci Ambró Franciska (1744–1792) voltak. Az anyai nagyszülei lomnicai Skerlecz Ferenc (1731–1803), helytartó tanácsos, békési főispán (1783–1785), királyi tanácsos, a Szent István-rend vitéze és nemeskéri Kiss Rozália (1739–1822) voltak. Nagybátyja nedeczei Nedeczky Károly (1766–1823) választott drivasztói püspök volt. Édesanyja révén gróf Batthyány Lajos miniszterelnök elsőfokú unokatestvére volt.
1819-ben végezte a jogi tanulmányait a Győri Királyi Jogakadémián. Ezután a fiatal Nedeczky Lajos 1823. december 29. és 1828. június 8. között Zala vármegye másodaljegyzője volt. 1828. június 8-tól 1834. szeptember 22-ig a szántói járás főszolgabírája lett.
Nedeczky Lajos Deák Ferenc közeli kedves barátja volt; felesége, nemeskéri Kiss Emma pedig Deák Ferenc unokahúga volt.

## Házassága és gyermekei

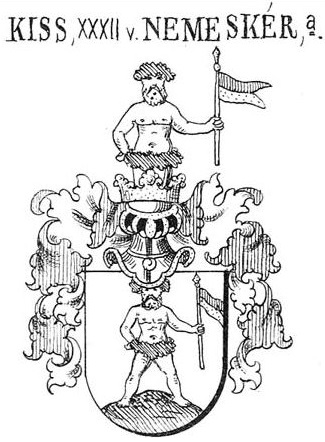
A nemeskéri Kiss család címere

1831. augusztus 20-án Pakson vette el a nemeskéri Kiss családból való nemeskéri Kiss Emma (Paks, 1813. március 10.–Lesencetomaj, 1857. január 3.) úrhölgyet, nemeskéri Kiss József (1786–1829) és a kehidai Deák családból való kehidai Deák Jozefa (1791–1853) lányát. Az apai nagyszülei nemeskéri Kiss Ignác (1749–1814), földbirtokos és hidvégi Hiemer Erzsébet (1755–1817) voltak. Az anyai nagyszülei idősebb kehidai Deák Ferenc (1761–1808), főszolgabíró, táblabíró, földbirtokos és szarvaskendi és óvári Sibrik Mária Erzsébet (1768–1803) voltak. Nedeczky Lajosné nemeskéri Kiss Emma kehidai Deák Ferenc unokahúga volt. Nedeczky Lajos és nemeskéri Kiss Emma házasságából született:
- nedeczei Nedeczky István (Lesencetomaj,  Zala vármegye, 1832. március 22. – Biharugra, 1908. szeptember 3.), 1848/49-es honvéd, országgyűlési képviselő, földbirtokos.[7] Neje: gyulai Gaál Konstancia.
- nedeczei Nedeczky Emma (Lesencetomaj, 1833. június 9.–Pápa, 1906. február 26.) Férje: névedi Botka Imre (1826–Kéttornyúlak, 1879. május 7.), földbirtokos.
- nedeczei Nedeczky Ilona (Balatonederics, 1834. szeptember 30.–Balatonederics, 1834. november 2.)
- nedeczei Nedeczky Ilona Klára (Balatonederics, 1836. december 29.–Kemeneshőgyész, 1857. január 20.) Férje: békási Békássy Gyula (Kemeneshőgyész, 1833. február 15.–Pápa, 1904. május 15.), országgyűlési képviselő, 1848/49-es honvéd, földbirtokos.[8]
- nedeczei Nedeczky Ida Klára (Balatonederics, 1838. május 25.–Szerencs, 1907. március 30.).[9] Férje: csallóközmegyercsi Szabadhegy Sándor (Ács, 1830. április 10.–Buziásfürdő, 1883. december 3.), királyi tanácsos, 1848-as huszárkapitány, földbirtokos.[10]
- nedeczei Nedeczky Jenő (Balatonederics, 1840. március 13.–Balatonederics, 1914. március 12.), országgyűlési képviselő, Zala vármegye nemesi választmány tagja, földbirtokos.[11] Neje: nedeczei Nedeczky Emma (1838–Balatonederics, 1883. július 27.)[12]